# Fusispermum laxiflorum
Fusispermum laxiflorum är en violväxtart som beskrevs av W.H.A. Hekking. Fusispermum laxiflorum ingår i släktet Fusispermum och familjen violväxter. Inga underarter finns listade i Catalogue of Life.